# الخط الأميري
الخط الأميري  هو خط طباعي نسخي للكتابة العربية صممه الدكتور خالد حسني. نشرت نسخة بيتا من الخط الأميري في ديسمبر 2011. هذا الخط يستعمل في أكثر من 140,000 موقع على الإنترنت وتخدمه واجهة برمجة تطبيقات غوغل للخطوط أكثر من 60 مليون مرة في الأسبوع، حسب إحصاءات 25 فبراير 2025.

## الاستلهام
الخط الأميري إحياء للخط الطباعي (القاعدة النسخية الجديدة) الذي أنتجته مطبعة بولاق (المطابع الأميرية) سنة 1905.
كتب خالد حسني معلقاً على خط مطبعة بولاق وصعوبات رقمنة الخط العربي: «من أكثر ميزات خط البولاق أنه يحافظ على جماليات خط النسخ بينما يستوفي متطلبات التنضيد المطبعي (وقيوده)، وهو توازن تحقيقُه ليس بالسهل.»
مشروع الخط الأميري دعمه مجموعة مستخدمي تخ وخطوط جوجل للشابكة وتبرعات بعض المستخدمين.

## برمجية حرة
نشر الخط الأميري برخصة الخطوط الحرة من إس آي إل الدولية.
يتوفر الخط الأميري بأربعة أبناط: عادي، ومائل، وعريض، وعريض مائل، ويأتي معه بنطان مرافقان للتنضيد المصحفي: عادي وملون. تتوفر كل الأبناط بتنسيقي تروتيب وأوبن تيب.
يستخدم الخط الأميري خصائص أوبن تيب استخداما واسعا للتحقيق الاستبدالات والتموضع المطلوب تلقائيا، بما فيها التنويعات الواسعة والبدائل السياقية، والتراكيب والتآلف بين الحروف، ووضع الأرقام داخل علامات الآيات، ويوفر العديد من الخصائص الاختيارية بما فيها تنويعات لبعض الحروف والأرقام.
نُشر وطُور الخط الأميري نفسه بالبرمجيات الحرة حصراً، ومنها فونت فورج وإنكسكيب وبايثون وفيم.

## خالد حسني
خالد حسني محمد غيطاس، مصمم الخط الأميري هو مسلم، مصري، أزهري، طبيب غير ممارس، رسام وخطاط ومترجم ومطور برمجيات وخطوط حاسوبية هاو، ولد في مصر في 16 مارس 1985.

### مساهماته
عُرف عن خالد حسني مساهماته القوية في تطوير الخطوط العربية ومعالجة البرامج لها، ومن ذلك:

#### في مجال صناعة الخطوط الرقمية
قام بإنتاج عدة خطوط رقمية بالإضافة إلى الخط الأميري منها: خط ريم الكوفي المصحفي، وخط رنا الكوفي، والخط القاهري، وخط عارف رقعة.

#### في مجال برمجيات معالجة الخطوط وصناعتها
- المشاركة في تطوير مكتبة تشكيل الخطوط حرف باز[15]
- قام بتحويل عدة برامج إلى استخدام مكتبة حرف باز، مما جعلها تفهم اللغة العربية بشكل أفضل وأسرع، من تلك البرامج: ليبر أوفيس، سكريبوس  [لغات أخرى]‏، إيماكس، XeTeX، لواتخ.[16]
- المشاركة في تطوير برنامج صناعة الخطوط فونت فورج.
- أصبح عضوًا في فريق منظمة المستند وهي منظمة لا ربحية قائمة على مشروع ليبر أوفيس.[17]